# Danijel Halas
Danijel Halas, slovenski rimskokatoliški duhovnik in mučenik, * 24. junij 1908, Črenšovci, † 16. marec 1945, Hotiza.

## Življenjepis
Rojen je bil v Črenšovcih očetu Martinu in materi Katarini (roj. Horvat). Očetova družina je bila madžarskega rodu. Osnovno šolo je obiskoval v domačem kraju, gimnazijo pa v Murski Soboti in dve leti v Ljubljani. Bogoslovje je obiskoval v Mariboru in bil leta 1933 posvečen v duhovnika. Po novi maši je bil imenovan za kaplana v Ljutomeru. S 1. januarjem 1934 je bil imenovan za kaplana v Lendavi, kjer je ostal do leta 1938. Istega leta ga je škof Jožef Tomažič imenoval za kaplana v Veliki Polani, kjer je naslednje leto, 1. januarja 1939, postal župnik. V Veliki Polani je ostal do smrti.
Leta 1941 so Prekmurje okupirali Madžari, Halas pa je bil še istega leta obsojen na štirinajst mesecev zapora, ki ga je odsedel v Budimpešti. Po izpustitvi se je vrnil na staro mesto. Od februarja do marca 1945, se je na območju Pomurja zadrževalo precejšnje število okupacijskih nemških in madžarskih vojaških enot, ki so se umikale pred bližajočo se Rdečo armado. V tem času je madžarska oblast še vedno nadaljevala z nasilno mobilizacijo Prekmurcev, vojska je velikokrat brez sodbe streljala vse prekmurske dezerterje, ter s še večjo vnemo iskala in morila pripadnike narodnoosvobodilnega gibanja. Osumljen sodelovanja z odporniškim gibanjem je bil tudi Danijel Halas, katerega so madžarski žandarji ubili v Hotizi, 16. marca 1945. Matija Balažič, pri čigar družini se je Halas ustavil na dan svoje smrti, je zapisal, da je Danijel Halas pred koncem okupacije prišel v spor z madžarskim učiteljem na vasi, saj je slednji hotel uveljaviti madžarsko petje med Halasovimi verniki, samimi Slovenci. Zaradi tega naj bi prišel navzkriž z okupatorskimi žandarji, ki so ga na bregu reke Mure ustrelili, truplo pa odvrgli v vodo.
Truplo je čez tri dni Mura vrgla na suho, ko ga je opazil mlinar iz Kota pri Lendavi. Pokopali so ga 21. marca v Veliki Polani, zaradi izredno velikega števila ljudi je moral iti pogrebni sprevod po daljši poti na pokopališče. Pridigo na pogrebu je imel njegov prijatelj Ivan Koren. Bilo je veliko vencev, na enemu izmed njih pa je bil napis iz temnordečega papirja: "Slava mučeniku". Njegov grob je zadaj za cerkvijo v Polani.
Leta 1958 izdani Organizacijski vestnik cirilmetodijskih duhovnikov pravi, kako so v času vojne hoteli zvrniti krivdo za Halasovo smrt na partizane. Medtem je duhovnik Ivan Jerič trdil, da so ga ubili komunisti, saj naj bi imel preveč vpliva na lokalno mladino, kar naj bi preprečilo namere odporniškega gibanja, da ustanovi SKOJ. Katoliški tisk pa omenja, da je Halas odvračal mladino od naprednega Društva kmečkih fantov in deklet in se je zato najbrž zameril Mišku Kranjcu, vendar ni dokazov za Kranjčevo odgovornost pri duhovnikovi smrti.
Leta 2002 se je začel škofijski postopek za ugotovitev mučeništva Danijela Halasa. 
O njegovem življenju je Lojze Kozar ml. spisal romana Najlepši klas (2005)  in Mučenec ob Muri (2008).  Njegovo ime je bilo na odstranjeni spominski plošči duhovnikom žrtvam fašizma na Brezjah.